# Provinz Arauco
Die Provinz Arauco ist die südlichste der drei Provinzen, die die chilenische Región del Biobío bilden. Sie grenzt im Westen an den Pazifischen Ozean, wo sich im Südwesten auch die Mocha-Insel befindet. Im Osten gibt es eine natürliche Grenze mit dem Küstengebirge, wo der Nationalpark Nahuelbuta liegt. Sie erstreckt sich auf einer Fläche von 5643,3 Quadratkilometern und hat 158.916 Einwohner (Stand: 2015). Die Provinzhauptstadt ist Lebu.

## Geschichte
Die Provinz war innerhalb der territorialen Grenzen der historischen Region Araucanía Hauptschauplatz des Krieges von Arauco. Nach Abschluss des Friedensprozesses durch die Regierung von Chile im späten 19. Jahrhundert kam ein Kontingent der europäischen Einwanderer und Siedler in das Gebiet, unter denen die Gründung von Contulmo durch deutsche Siedler und die Ankunft der britischen, baskischen und französischen Einwanderer im Hafen von Lebu erfolgte.

## Demografie
Die Demografie hat eine der höchsten Prozentsätze in das Herkunftsland indigenen Bevölkerung und Mestizen (meist Mapuche).

## Gemeinden
Die Provinz besteht aus den folgenden 7 Gemeinden:
| Gemeinde                 | Fläche    | Einwohner |
| ------------------------ | --------- | --------- |
| Arauco                   | 956 km²   | 34.902    |
| Cañete                   | 760,4 km² | 32.140    |
| Contulmo                 | 962 km²   | 5.515     |
| Curanilahue              | 994 km²   | 32.810    |
| Lebu (Provinzhauptstadt) | 56,9 km²  | 26.509    |
| Los Álamos               | 599,1 km² | 19.716    |
| Tirúa                    | 624 km²   | 9.644     |